# Sobór Zaśnięcia Matki Bożej w Budapeszcie
Sobór Zaśnięcia Matki Bożej – prawosławny sobór w Budapeszcie. Katedra eparchii budapeszteńskiej i węgierskiej Rosyjskiego Kościoła Prawosławnego.
Cerkiew została wzniesiona na przełomie XVIII i XIX w., staraniem zamieszkujących tereny dzisiejszego Budapesztu kupców greckich i arumuńskich. Konsekracja obiektu miała miejsce w 1801. Nabożeństwa odprawiano w języku greckim, nawet wtedy, gdy wspólnota parafialna uległa całkowicie asymilacji węgierskiej.
Początkowo świątynia znajdowała się w jurysdykcji autonomicznej Metropolii Karłowickiej, następnie Patriarchatu Serbskiego, a od 1949 należy do Patriarchatu Moskiewskiego (od 2000 wchodzi w skład eparchii budapeszteńskiej i węgierskiej). Po przyjęciu jurysdykcji Rosyjskiego Kościoła Prawosławnego, nabożeństwa parafialne zaczęto celebrować w języku węgierskim, z częściowym użyciem języków: cerkiewnosłowiańskiego i greckiego. Od 2002 sobór służy również parafii Trójcy Świętej, w której nabożeństwa odprawia się według starego stylu, w języku cerkiewnosłowiańskim.
Chociaż cerkiew została poświęcona na początku XIX w., jej budowę całkowicie ukończono dopiero w 1873, kiedy to obydwie wieże budowli zostały zwieńczone hełmami (zaprojektowanymi przez Miklosa Ybla). W czasie II wojny światowej południowa wieża uległa zniszczeniu; jej odbudowa miała miejsce w 2010 (wtedy też zwieńczono ją tymczasowym hełmem). Dzięki uzyskanej w 2016 pomocy finansowej węgierskiego rządu (w wysokości 100 mln forintów), planowana jest odbudowa hełmu w pierwotnym kształcie.

## Galeria

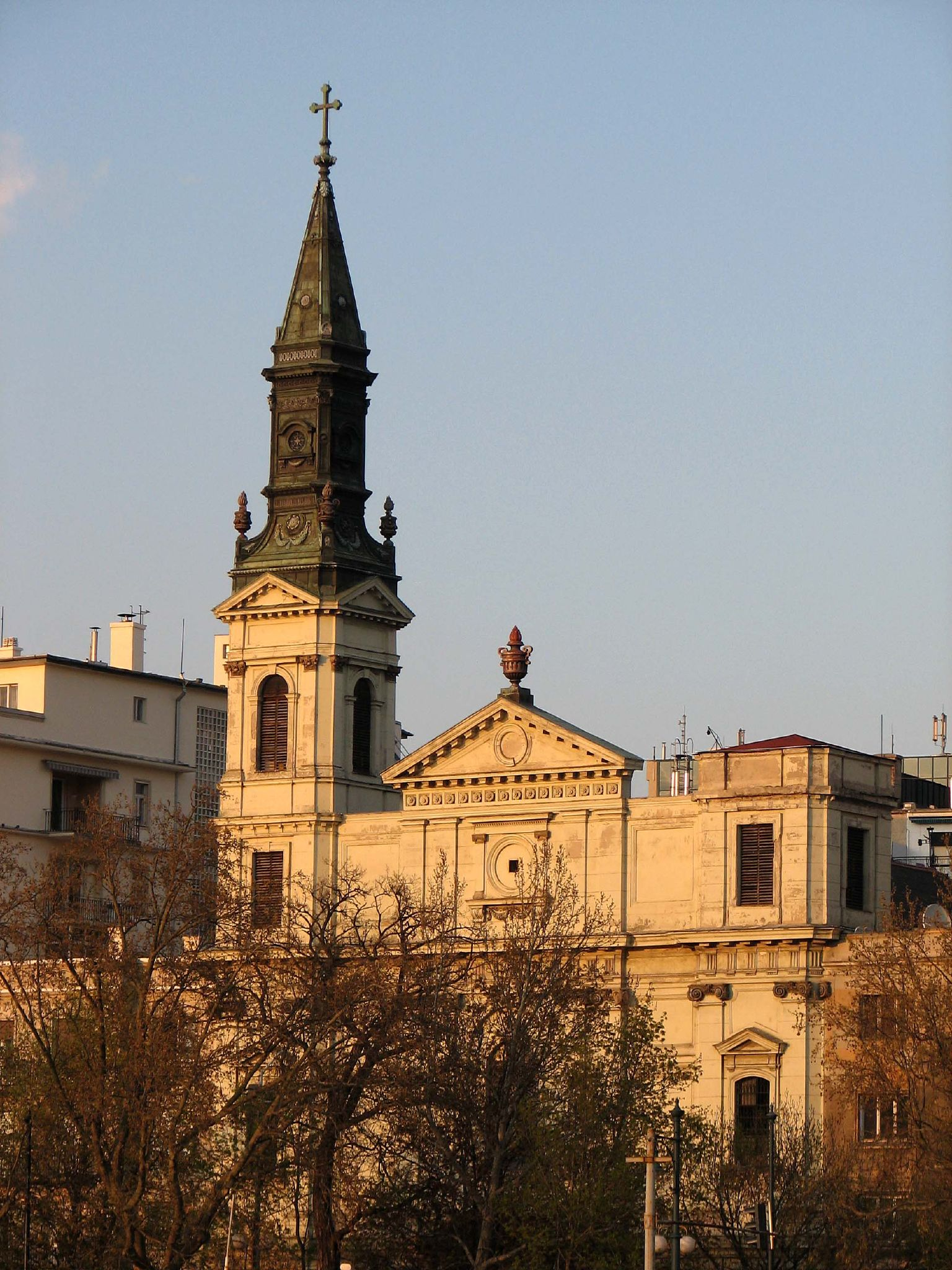
Sobór w 2008 (przed odbudową południowej wieży)
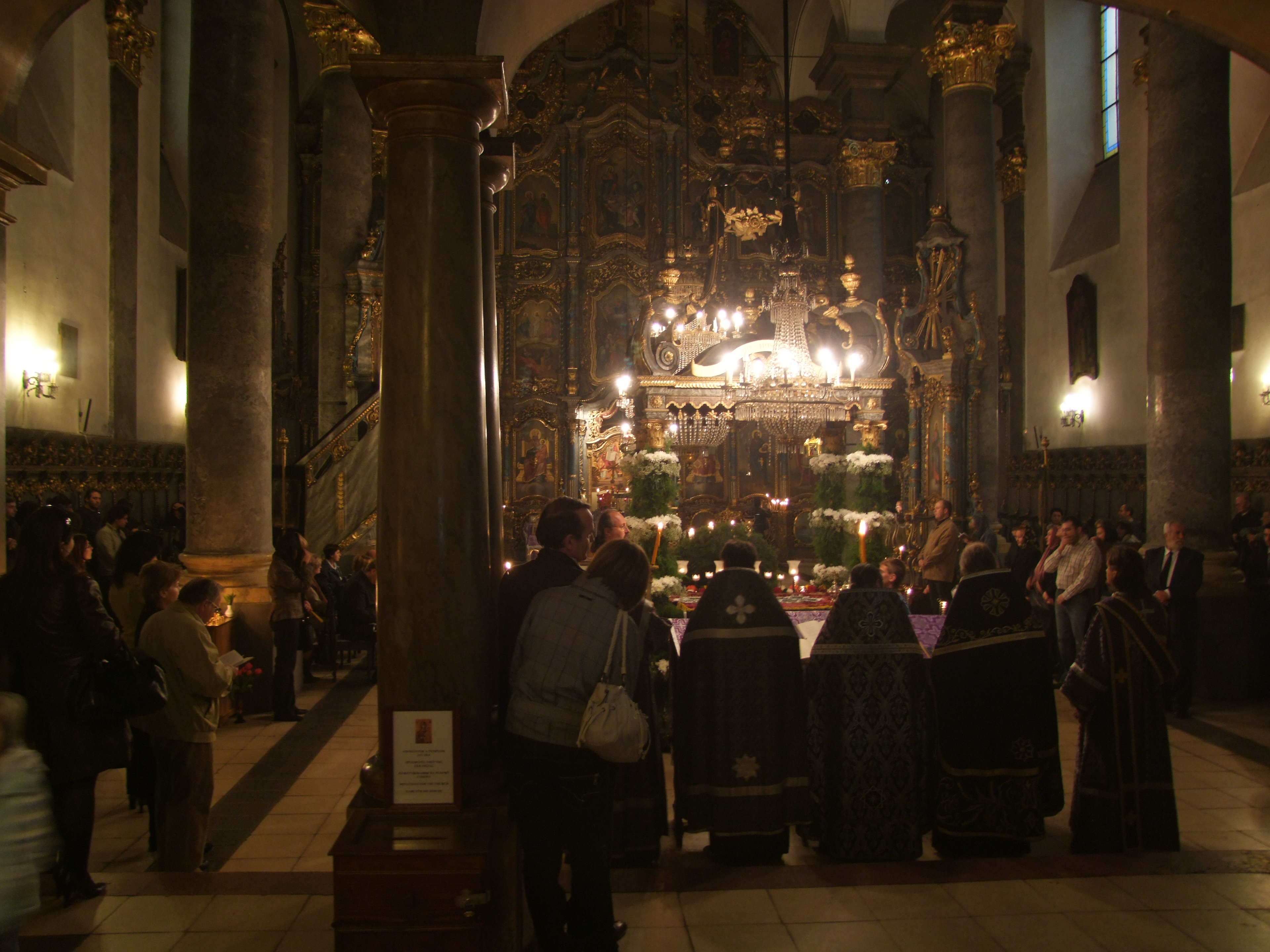
Wnętrze soboru